# 血剑草科
血剑草科只有1属2种，生长在新西兰北部和新喀里多尼亚。

## 种
- Xeronema callistemon W.R.B.Oliv. - 原生于新西兰北部的“穷骑士岛”。
- Xeronema moorei Brongn. & Gris - 原生于新喀里多尼亚。

本科植物为草本，以根茎分蘖；花的雄蕊伸出花冠外。
1981年的克朗奎斯特分类法将其列在百合科中，1998年根据基因亲缘关系分类的APG 分类法认为应该单独分出一个科，分在天门冬目中， 2003年经过修订的APG II 分类法维持原分类。